# Sphaerocera amphora
Sphaerocera amphora är en tvåvingeart som beskrevs av Richards 1965. Sphaerocera amphora ingår i släktet Sphaerocera och familjen hoppflugor. Inga underarter finns listade i Catalogue of Life.